# Luis L. León
Luis Laureano León Uranga (Ciudad Juárez, Chihuahua, México; 4 de julio de 1890-Ciudad de México, 22 de agosto de 1981) fue un político e ingeniero mexicano. Fue un destacado miembro del llamado «Grupo Sonora» que integraban los seguidores de Álvaro Obregón y posteriormente de Plutarco Elías Calles, por lo que ocupó importantes cargos en los gobiernos de ambos, como diputado federal, secretario de Agricultura y de Industria, Comercio y Trabajo. Además de miembro fundador del Partido Nacional Revolucionario (PNR) y gobernador de Chihuahua en dos ocasiones por breves periodos.

## Biografía

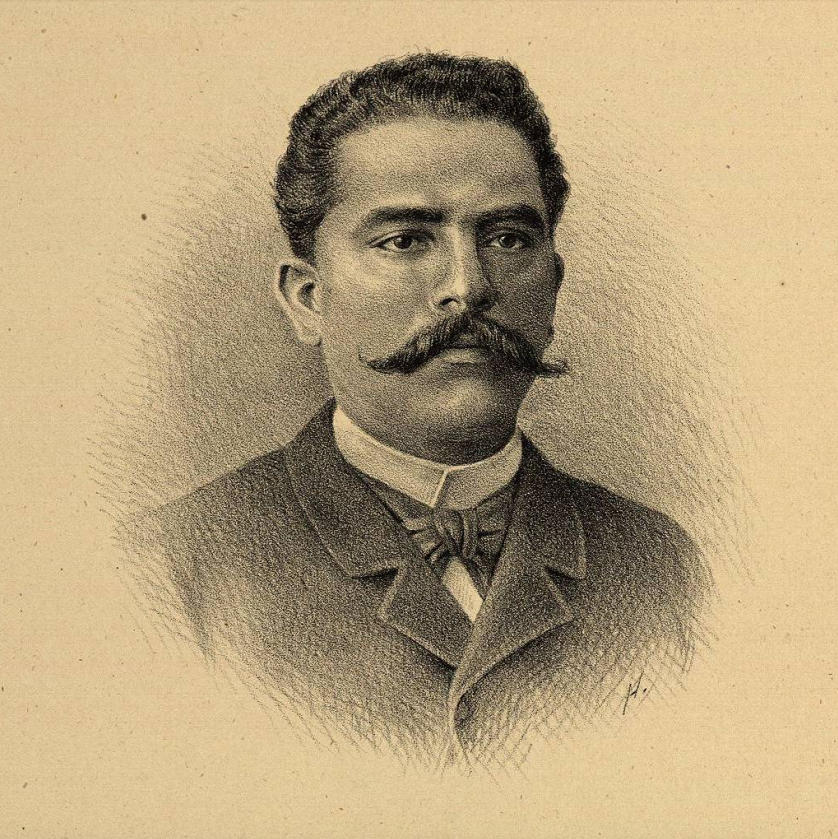
Marcelo León, militar y político, fue en varias ocasiones diputado federal. Padre de Luis L. León.

Sus padres fueron el político veracruzano asentado en Ciudad Juárez, Marcelo León y Dolores Uranga, hija de José María Uranga, también político oriundo de la ciudad fronteriza. Egresó como ingeniero agrónomo de la entonces Escuela Nacional de Agricultura de San Jacinto, donde tuvo sus primeras experiencias políticas en la huelga estudiantil de dicha institución en 1911, durante los últimos meses del gobierno de Porfirio Díaz.
En 1915 se trasladó al estado de Sonora, donde ingresó en la Comisión Local Agraria como ingeniero auxiliar y que posteriormente llegó a presidir. De esta época data el inicio de militancia política como partidario de Obregón y Calles, dirigiendo el periódico «Reforma Social» que se publicó en la ciudad de Hermosillo. En 1917 fue elegido diputado federal suplente por el Distrito 2 de Sonora siendo diputado propietario el general Carlos Plank. Cuando Plank recibió licencia al cargo el 4 de abril de 1918, fue llamado a ejercer el cargo protestando el 11 de mayo siguiente, y permaneció en el cargo hasta el fin de la XXVII Legislatura.

### Gobiernos de Obregón y Calles
Tras concluir su función legislativa, se unió a la campaña electoral de Álvaro Obregón, siendo uno de sus más destacados oradores. Al ocurrir el rompimiento entre el obregonismo y el presidente Venustiano Carranza, le correspondió el día 23 de abril de 1920 dar lectura en la plaza pública de la ciudad de Agua Prieta, Sonora, del plan político que lleva el nombre de dicha ciudad y que dio origen a la rebelión contra Carranza, que finalmente triunfaría ese mismo año.
En las elecciones de 1920 verificadas tras el triunfo de la rebelión de Agua Prieta, fue elegido nuevamente diputado federal, en esta ocasión en propiedad y por el Distrito 4 de Chihuahua para la XXIX Legislatura, que culminó en 1922, año en que es reelegido en el mismo cargo y distrito, pero ahora para la XXX Legislatura, de dicho año a 1924. El 24 de enero de 1923 solicitó licencia al cargo, al ser nombrado por el presidente Álvaro Obregón como subsecretario de Hacienda el 19 de enero anterior; en este cargo se enfrenta con el titular de dicha secretaría Adolfo de la Huerta, por sus intenciones de ser candidato presidencial en 1924, ante lo cual renuncia al cargo para unirse a la campaña de Plutarco Elías Calles al mismo cargo, siendo desde entonces uno de sus más cercanos partidarios y reintegrándose como diputado a partir del 1 de septiembre de 1923.
Tras la derrota de la Rebelión delahuertista en 1924, en las elecciones del mismo año volvió a ser elegido diputado federal, pero representando en esta ocasión al Distrito 3 del Distrito Federal en la XXXI Legislatura federal. Aunque su periodo culminaba en 1926, se separó de la diputación por licencia el 1 de diciembre de 1924, al ser nombrado el mismo día secretario de Agricultura y Fomento en el gabinete de Plutarco Elías Calles. 
Como titular de la secretaría de Agricultura, fue impulsor de la Ley de Crédito Agrícola en 1926, que daría origen al Banco Nacional de Crédito Agrícola y años después al Banco Nacional de Crédito Ejidal; y de la creación, el mismo 1926, de la Comisión Nacional de Irrigación, de la que fue su primera presidente, en calidad de secretario de Agricultura. En 1927 renunció al cargo y pretendió retirarse de la política, estableciéndose en la Hacienda de Terrenates, municipio de Buenaventura en Chihuahua. Pero al ocurrir la crisis política posterior al asesinato de Álvaro Obregón, presidente electo de la república el 17 de julio de 1928; a petición de Calles reasumió como titular de la Agricultura los últimos meses de su gobierno, hasta su término el 30 de noviembre de 1928.

### Gobernador de Chihuahua y gobierno de Ortiz Rubio
Al concluir la administración callista, siguió al general sonorense en su proyecto de fundación del Partido Nacional Revolucionario ocupando la secretaría del comité organizador; y, a partir del 4 de marzo de 1929 al fundarse formalmente el partido, fue su primer secretario general bajo la presidencia de Manuel Pérez Treviño. Un día antes, el 3 de marzo de 1929 estalla la Rebelión escobarista en contra de los generales sonorenses que liderados por Calles copan el poder; liderada por José Gonzalo Escobar y apoyada por numerosos generales, entre los que estaba Marcelo Caraveo, gobernador de Chihuahua. El 8 de abril de 1929 el Congreso de Chihuahua logra reunirse en Santa Rosalía de Camargo, donde vota el desafuero del gobernador Caraveo por su apoyo a los rebeldees, designando gobernador a Luis L. León, quien asume el cargo el siguiente 13 de abril. 
León comienza a aplicar en su gobierno los postulados revolucionarios del reparto agarario, promovimiento la organización política de los campesinos, y pacificando al estado tras la definitiva derrota de los escobaristas. Sin embargo, el 3 de julio se separó de la gubernatura mediante licencia y retornó a la Ciudad de México para encabezar la campaña presidencial de Pascual Ortiz Rubio; el 9 de noviembre volvió a la gubernatura y se separó nuevamente el 6 de diciembre, cuando tras las elecciones extraordinarias del 17 de noviembre, fue declarado ganador de las mismas Ortiz Rubio que el 5 de febrero de 1930 al tomar posesión de la presidencia lo nombró secretario de Industria, Comercio y Trabajo de su gabinete. 
Al asumir la secretaría, renuncia definitivamente a la gubernatura chihuahuense, y debido a ello y al desafuero de Caraveo, hizo necesario la convocatoria de elecciones extraordinarias de gobernador. León, cabeza indiscutida del PNR en Chihuahua, pretendió conciliar entre los dos pretendientes a la candidatura: Andrés Ortiz Arriola y Manuel M. Prieto, acordando la candidatura a la gubernatura para Ortiz y la de senado en 1932 para Prieto. Pero Prieto, apoyado por el jefe de operaciones militares en el estado, Eulogio Ortiz, desconoció los acuerdos y se lanzó de forma independiente a la gubernatura. Con el apoyo de Luis L. León, se logró la declaración de Ortiz como ganador de una cuestionada elección, pero apenas este hubo tomado posesión de la gubernatura el 8 de septiembre de 1930, rompió con el y pretendió desplazarlo de su liderazgo, quitando de sus cargos a sus partidarios y pretendiendo formar un nuevo grupo ortizista; pero que finalmente no logró y terminaría por dejar la gubernatura.
Había ingresado al gabinete de Ortiz Rubio por instrucción directa de Calles, y renunció a la secretaría el 10 de octubre del mismo año, en medio de la primera crisis política que afectaba al gabinete por los enfrentamientos de Ortiz Rubio con Calles, como parte del mismo Emilio Portes Gil dejó la presidencia del PNR a Lázaro Cárdenas. Pasó entonces a partir de 1931 a ser director del periódico oficial del gobierno: «El Nacional», que dirigió hasta 1934. Pero sin dejar la dirección del periódico, en 1932 fue elegido nuevamente diputado federal, en esta ocasión por el Distrito 1 del Distrito Federal a la XXXV Legislatura que concluyó en 1934.

### Exilio y vida posterior
Luis L. León fue desde su inicio en la política en Sonora, decidido y unos principales partidarios de Plutarco Elías Calles y su amigo personal. Cuando Lázaro Cárdenas tomó posesión como presidente de México el 1 de diciembre de 1934, este comenzó a enfrentarse con Calles con el fin de terminar con su poder político por encima del presidente, León permaneció fiel a Calles y en consecuencia fue desplazado de cargos e influencia política. Finalmente, el 9 de abril de 1936 Calles, Luis L. León, Melchor Ortega Camarena y Luis N. Morones fueron expulsados del país por orden de Cárdenas, siendo enviados en avión a Estados Unidos.
A su regreso al país, nunca recuperó la influencia política que llegó a tener, aunque con el tiempo se convirtió en líder moral de un sector del partido oficial. En 1946 fue nombrado por el presidente Miguel Alemán Valdés vocal de la región norte de la Junta Nacional de Colonización. En 1964, fue postulado candidato del PRI y elegido senador por Chihuahua en primera fórmula para las Legislaturas XLVI y XLVII dedicho año al de 1970.